# Popis osoba unutar autističnog spektra
Popis poznatih osoba s nekim od stanja unutar autističnog spektra

## Aspergerov sindrom
- Nikki Bacharach, preminula, kćer skladatelja Burt Bacharach i glumice Angie Dickinson.[1]
- Richard Borcherds, dobitnik nagrade Fields Medal iz matematike.[2]
- Peter Howson, škotski slikar.[3]
- Luke Jackson, pisac.[4]
- Craig Nicholls, frontman australskog banda The Vines.[5]
- Gary Numan, britanski pjevač i pjesmopisac.[6]
- Tim Page, kritičar i pisac, dobitnik nagrade Pulitzer.[7]
- Dawn Prince-Hughes, pisac, PhD, antropolog, etolog i primatolog.[8]
- Vernon L. Smith, dobitnik Nobelove nagrade iz ekonomije.[9]
- Satoshi Tajiri, dizajner i stvoritelj Pokémona Džepnih čudovišta.[10]
- Raymond Thompson, TV producent i scenarist iz Novog Zelanda.[11]
- Liane Holliday Willey, autor.[12]
- Susan Boyle, škotska pjevačica
- Daryl Hannah, američka glumica

## Visoko funkcionalni autizam
- Michelle Dawson, istraživač autizma i aktivist za prava autizma.[13]
- Temple Grandin, pisac, dobitnike nagrade PETA-e.[14]
- Caiseal Mor autor, glazbenik, likovni umjetnik.[15]
- Hikari Oe, japanski skladatelj.[16]
- Dylan Scott Pierce, likovni umjetnik.[17]
- Jim Sinclair, aktivist za autizam.[18]
- Donna Williams, australski autor.[19][autor čega]
- Courtney Love, američka pjevačica

## Spektar autizma
- Amanda Baggs, aktivist prava za autizam.[20]
- Lucy Blackman, sveučilišno educiran autor.[21][autor čega]
- Alonzo Clemons, američki kipar.[22]
- Tony DeBlois, američki glazbenik, slijep.[23]
- Christopher Knowles, američki pjesnik.[24]
- Leslie Lemke, američki glazbenik, slijep.[25]
- Jonathan Lerman, američki umjetnik.[26]
- Tito Mukhopadhyay, autor, pjesnik, filozof.[27]
- Derek Paravicini, britanski glazbenik, slijep.[28]
- Kim Peek, glumi ga Dustin Hoffman u filmu Rain Man,[25][29] promijenjena dijagnoza[30]
- Matt Savage, američki autistični jazz glazbenik.[31]
- Birger Sellin, njemački autor.[32][autor čega]
- Henriett Seth-F., mađarska pjesnikinja, spisateljica i umjetnica.[33]
- Richard Wawro, škotski umjetnik.[25]
- Stephen Wiltshire, britanski arhitektonski umjetnik.[34]